# Joseph Bergaigne

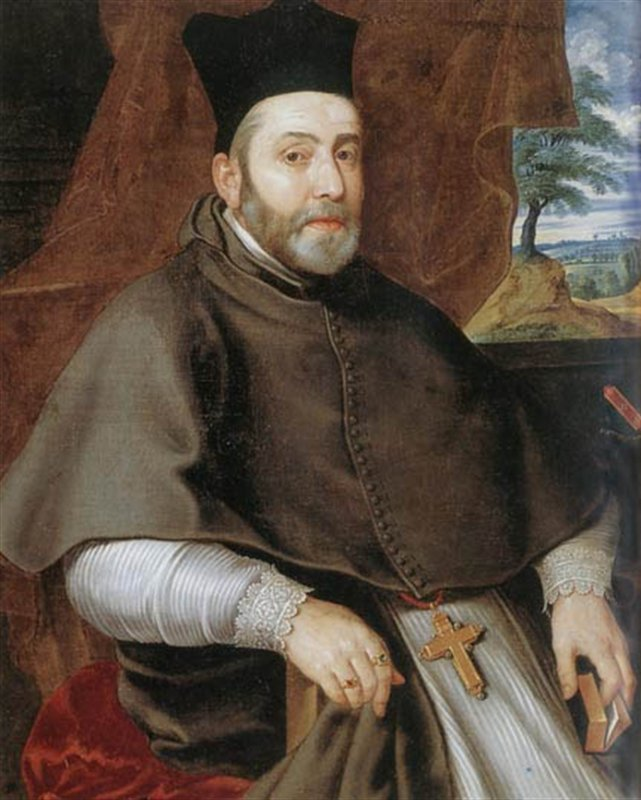
Joseph Bergaigne

Joseph Bergaigne (Anselmus van Hulle/Paulus Pontius 1648)

Joseph Bergaigne (auch dt. Joseph von Bergaigne, frz. Joseph de Bergaigne) (* 1. Mai 1588 in Antwerpen; † 12. Oktober 1647 in Münster) war Franziskaner, Bischof von ’s-Hertogenbosch, Erzbischof von Cambrai und spanischer Gesandter bei den Verhandlungen zum Westfälischen Frieden.

## Leben
Er entstammte einer ursprünglich italienischen Familie, die aus Bergamo stammte. Er trat in den Orden der Franziskaner ein und wurde in Spanien ausgebildet. Er promovierte zum Doktor der Theologie und der Philosophie. Er lehrte anschließend Theologie in Köln und Mainz. Im Jahr 1616 wurde er Provinzial der Franziskaner in der Rheinprovinz. Zwei Jahre später wurde er Generalkommissär des Ordens für Deutschland und die Niederlande. 
Außerdem diente er verschiedenen Fürsten unter anderem dem spanischen König und dem Kaiser als Gesandter. Im Jahr 1636 war er bei der Königswahl Ferdinands III. erfolgreich als Unterhändler tätig. Der spanische König schlug ihn 1638 als Bischof von ’s-Hertogenbosch vor. Die päpstliche Bestätigung und die Bischofsweihe empfing er 1641. Eine faktische Bedeutung hatte dies in einer weitgehend reformierten Stadt und in einem von den Niederländern besetzten Bistum nicht. Einkünfte bezog er kaum und er konnte nicht in der Stadt residieren. Er war der letzte Bischof des Bistums, da 1648 die Spanier das Bistum an die Niederlande abtraten. Im Jahr 1646 wurde er auch zum Erzbischof von Cambrai ernannt. Bevor er diesen Posten persönlich einnehmen konnte, betraute ihn Philipp IV. mit einem Posten als Gesandter bei den Verhandlungen zum Westfälischen Frieden in Münster.  
Als spanischer Rat führte er 1639 und 1643/44 vergebliche Verhandlungen mit den Niederlanden um einen Friedensvertrag. Im Jahr 1645 wurde er Teil der Gesandtschaft, die in Münster über den Frieden verhandeln sollte. In der spanischen Gesandtschaft nahm er den zweiten Rang ein. Weil der erste Gesandte Gaspar de Bracamonte y Guzmán häufig erkrankt war, kamen auf de Bergaigne große Aufgaben zu. Im Jahr 1646 soll er in die Niederlande gereist sein, um für einen raschen Friedensschluss zu werben. Im Jahr 1647 war er in Brüssel, um theologische Bedenken gegen den Frieden zu zerstreuen. Am 7. Januar 1647 konnte in seinem Domizil, dem Obervantenkloster in Münster, der Vertragsentwurf von den spanischen und niederländischen Gesandten paraphiert werden. Vor dem offiziellen Abschluss der Verhandlungen starb er im Oktober 1647. Er wurde in der Klarissenkirche in Münster bestattet. Im Jahr 1663 wurde sein Leichnam nach Antwerpen übergeführt. Dort wurde er in der Franziskanerkirche bestattet.